# Желна
Желна (рум. Jelna) — село у повіті Бистриця-Несеуд в Румунії. Входить до складу комуни Будаку-де-Жос.
Село розташоване на відстані 320 км на північ від Бухареста, 4 км на південний схід від Бистриці, 81 км на північний схід від Клуж-Напоки.

## Населення
За даними перепису населення 2002 року у селі проживали 746 осіб.
Національний склад населення села:
| Національність | Кількість осіб | Відсоток |
| -------------- | -------------- | -------- |
| румуни         | 625            | 83,8%    |
| цигани         | 111            | 14,9%    |
| угорці         | 6              | 0,8%     |

Рідною мовою назвали:
| Мова      | Кількість осіб | Відсоток |
| --------- | -------------- | -------- |
| румунська | 730            | 97,9%    |
| циганська | 11             | 1,5%     |